# Lyssacinosida
Ordre
Lyssacinosida est un ordre d'animaux de l'embranchement des éponges, et de la classe des Hexactinellida (éponges de verre).

## Liste des genres et familles
Selon World Register of Marine Species (22 juin 2015) :
- famille Euplectellidae Gray, 1867
- famille Leucopsacidae Ijima, 1903
- famille Rossellidae Schulze, 1885
- Lyssacinosida incertae sedis
  - genre Clathrochone Tabachnick, 2002
  - genre Hyaloplacoida Tabachnick, 1989

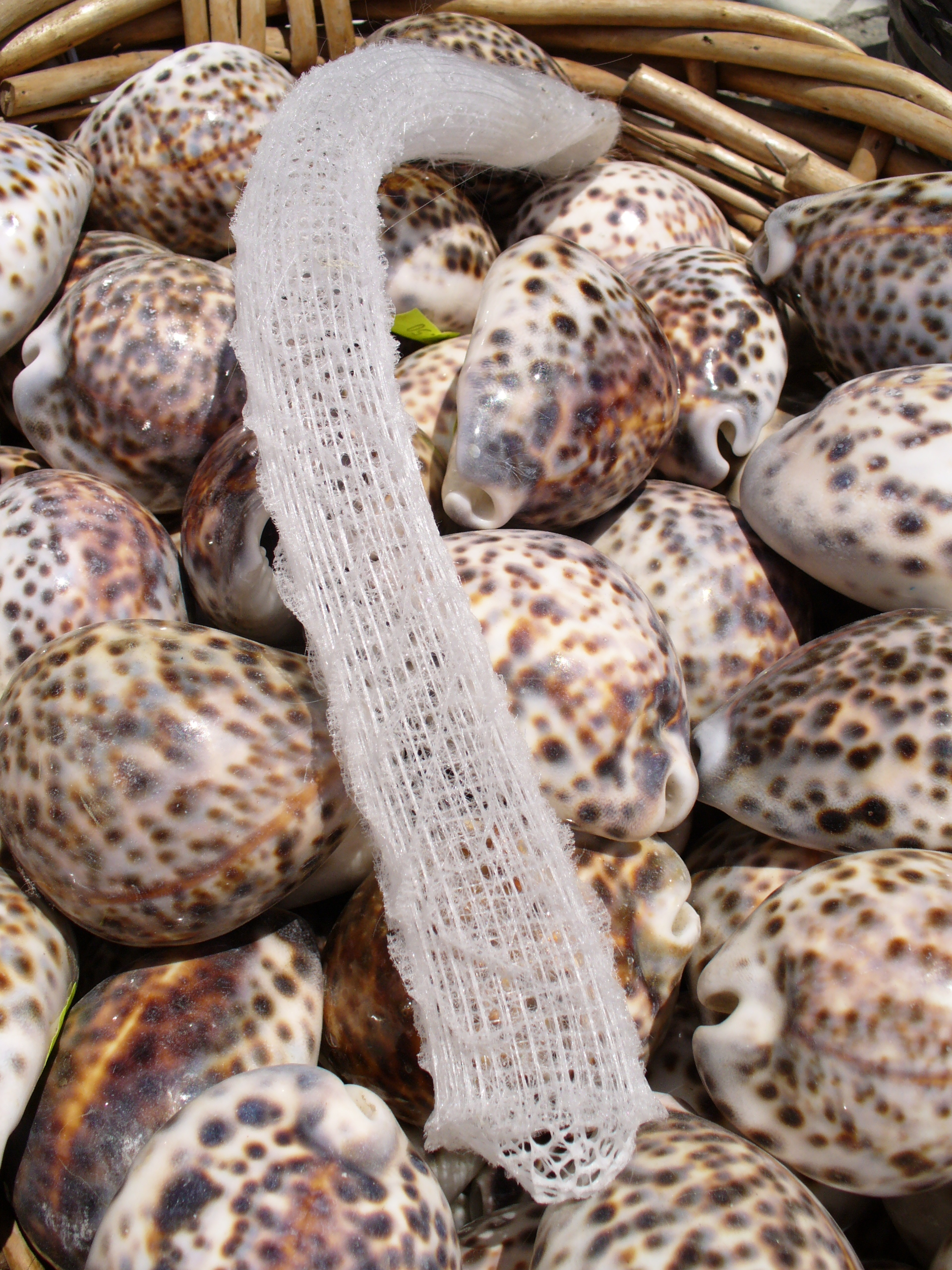
Euplectella aspergillum, une Euplectellidae
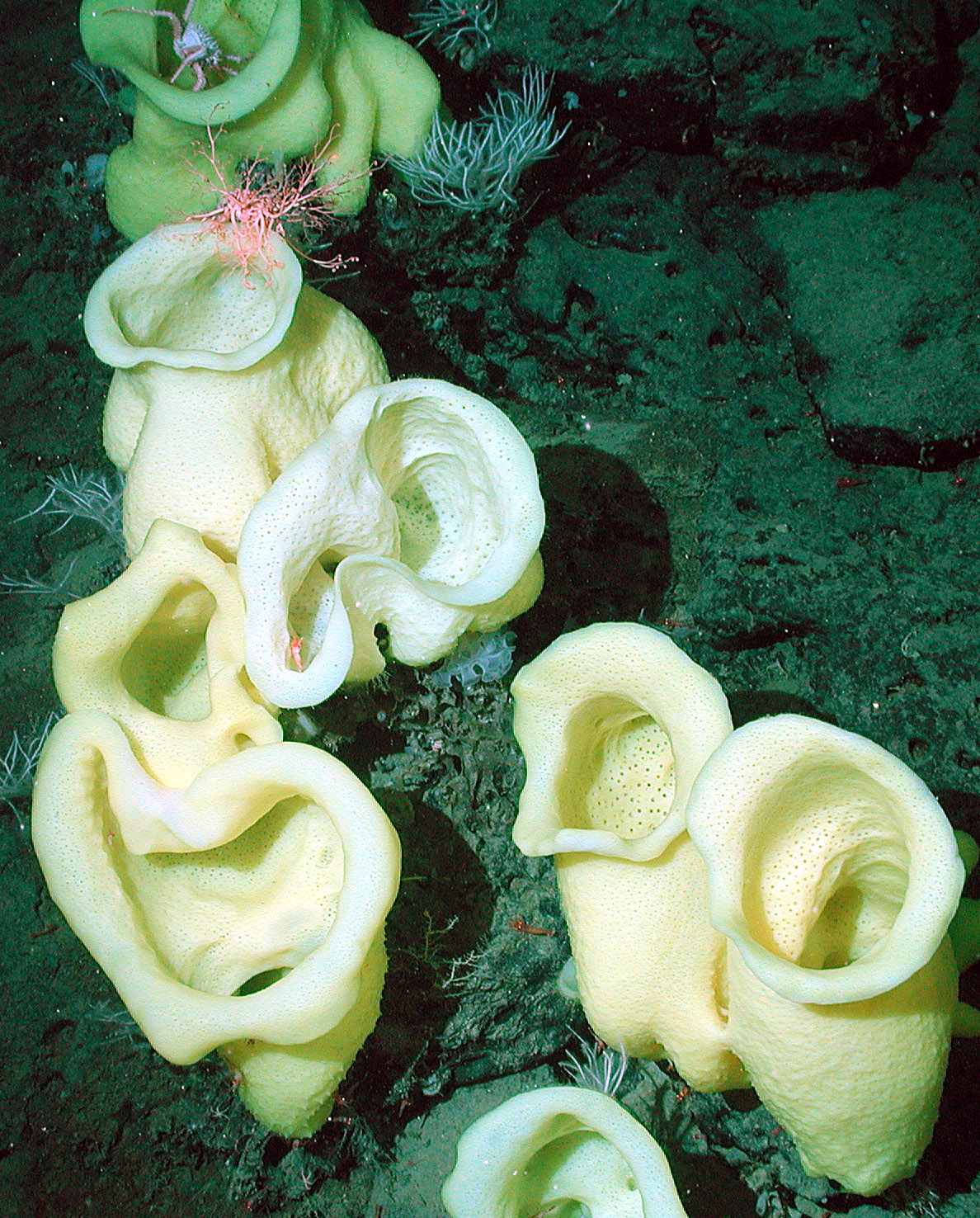
Staurocalyptus sp., une Rossellidae
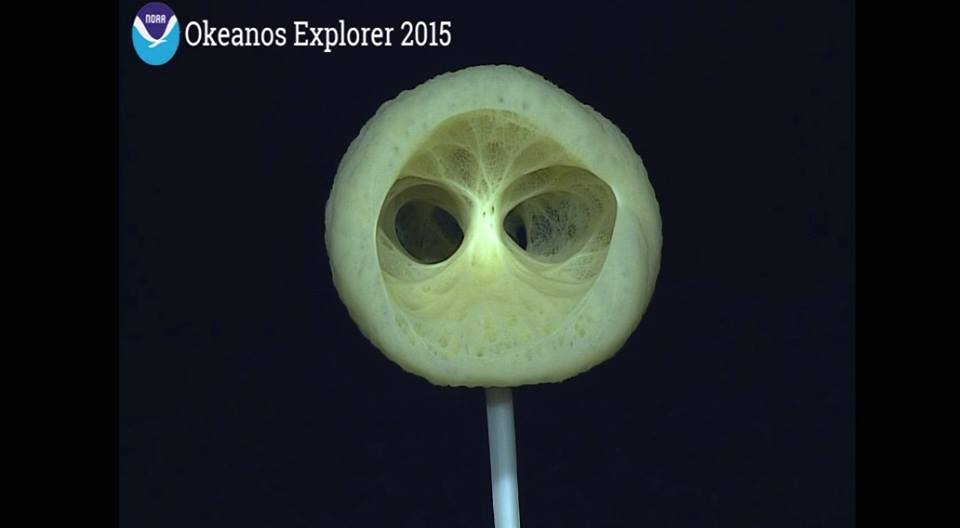
Advhena magnifica (Euplectellidae), une éponge abyssale à tige pouvant mesurer plusieurs mètres de haut.